# تیم رابینسون
تیم رابینسون (انگلیسی: Tim Robinson؛ زادهٔ ۲۳ مهٔ ۱۹۸۱) بازیگر، فیلم‌نامه‌نویس و تهیه‌کنندهٔ اهل ایالات متحده آمریکا است. او از سال ۲۰۱۲ تا ۲۰۱۴ به عنوان نویسنده و بازیگر در پخش زنده شنبه شب فعالیت داشت و برای بازی در سریال اهالی دیترویت (۲۰۱۷–۲۰۱۸) از کمدی سنترال شناخته می‌شود.

## فیلم‌شناسی
| فیلم‌ها | فیلم‌ها                  | فیلم‌ها          |
| سال    | عنوان                   | نقش             |
| ------ | ----------------------- | --------------- |
| ۲۰۱۸   | برادر طبیعت             | بن فرانکلین     |
| ۲۰۲۰   | یک خیارشور آمریکایی     | دادستان         |
| ۲۰۲۲   | چیپ و دیل: تکاوران نجات | سونیک زشت (صدا) |

### گزیدهٔ حضور تلویزیونی
- پخش زنده شنبه شب
- کمدی بنگ! بنگ!
- آخر شب با ست مایرز
- حالا مستند!
- مرد در جستجوی زن
- مخالفان خورشیدی